# Macromia westwoodii
Macromia westwoodii – gatunek ważki z rodziny Macromiidae.